# 栗原 (座間市)
栗原（くりはら）は、神奈川県座間市の大字。

## 地理
座間市の北東部に位置している。

## 歴史
この地は江戸時代まで高座郡栗原村であり相模野台地の内、座間野九カ村のひとつであった。
明治の大合併で、高座郡座間村大字栗原となった。
1950年代以降、栗原地域から相次いで新しい大字・町丁が新設されていった。

## 年表
- 1889年（明治22年）4月1日 - 町村制の施行により、高座郡座間入谷村・座間村・栗原村・新田宿村・四ッ谷村・新戸村飛地[注釈 4]が合併し、高座郡座間村が誕生する。
- 1926年（大正15年）5月12日 - 神中鉄道（現・相鉄本線）二俣川駅 - 厚木駅間を開業
- 1933年（昭和8年）12月27日 - 神中鉄道（現・相鉄本線）全通。
- 1937年（昭和12年）9月30日 - 市ヶ谷より陸軍士官学校移転、開設、通称「相武台」。
- 1937年（昭和12年）12月20日 - 町制施行し、高座郡座間町となる。人口6,555人[7]。
- 1939年（昭和14年）12月22日 - 九カ町村で「相模原軍都建設連絡委員会」結成。第1回総会は神奈川県庁3階の第2会議室で開かれた。『相模原市史第4巻』p633●軍都計画と八か町村の合併[注釈 5]。
- 1941年（昭和16年）4月29日 - この当時、人口8,072人[注釈 6]の座間町は大野村、新磯村、上溝町、麻溝村、大沢村、田名村、相原村と合併し[注釈 7]、人口48,482人の高座郡相模原町が誕生[8][注釈 8]。座間町の区域は相模原町の一部となる。
- 1944年（昭和19年）- 高座海軍工廠開廠（終戦後解体）。
- 1945年（昭和20年）8月10日 - 天皇の国法上の地位存続のみを条件とする外務大臣案（原案）を昭和天皇が採用し、ポツダム宣言を受諾[9][10]。
- 1945年（昭和20年）8月14日 - 日本政府は本宣言の受諾を駐スイスおよびスウェーデンの日本公使館経由で連合国側に通告[11]、終戦の詔書発布。
- 1945年（昭和20年）8月15日 - 終戦。正午、日本政府は宣言の受諾と降伏決定をラジオ放送による昭和天皇の肉声を通して国民に発表（玉音放送）[注釈 9]。
- 1945年（昭和20年）9月2日 - 日本国政府が降伏文書に調印、大東亜戦争・第二次世界大戦終結（日本国の敗戦）。連合国軍占領下により日本の主権が停止。
- 1945年（昭和20年）9月5日 - 日本国政府の降伏文書調印に基づき、陸軍士官学校が米軍に接収されキャンプ座間となる[注釈 10]。
- 1948年（昭和23年）9月1日 - 相模原町から旧座間町の区域が分離独立して座間町が再置される、人口12,032人[12][注釈 11]。
- 1948年（昭和23年）11月4日 - 県営相模原畑地灌漑事業計画樹立[13]。
- 1949年（昭和24年） - 県営相模原開発畑地灌漑事業着工[注釈 12][注釈 13]。
- 1952年（昭和27年）4月28日 - 日本国主権回復[注釈 14]
- 1952年（昭和27年) - 上水道創設決定。
- 1953年（昭和28年)  - 畑地灌漑用水路西幹線通水開始[注釈 15][注釈 16]。
- 1955年（昭和30年）1月1日 - 町営水道給水開始[注釈 17]。
- 1957年（昭和32年）1月 - 座間町「工場誘致の奨励措置に関する条例」制定[注釈 18]。小字東原に企業誘致始まる。
- 1957年（昭和32年） - 座間農協が有線放送電話開始[14][15]。
- 1959年（昭和34年）9月22日 - 座間入谷、栗原の各一部から大字立野台を新設。
- 1960年（昭和35年）7月5日 - 座間入谷、座間、栗原の各一部から大字相武台を新設。
- 1962年（昭和37年）10月1日 - 座間入谷、座間、栗原の各一部から大字緑ケ丘を新設。「緑ケ丘」は公募により決定された[注釈 19]。
- 1963年（昭和38年）7月 - 日産自動車、地元地権者と用地約15万坪売買契約締結[注釈 20]。
  - 1964年（昭和39年）1月 - 農林省の転用認可交付される[注釈 21]。
  - 1964年（昭和39年）3月12日 - 会社側で地鎮祭執行[注釈 22]。
  - 1964年（昭和39年）4月20日 - 起工式。
  - 1964年（昭和39年）12月 - 高座郡座間町座間字元広野5000番地に日産自動車座間工場が一部完成・操業開始。
- 1963年（昭和38年）12月5日 - 大字栗原の厚木電報電話局管内電話、全国ダイヤル自動即時化[16]。市外局番0462・市内局番21[注釈 23]。
- 1965年（昭和40年）4月12日 - 日産自動車座間工場よりオフライン1号車、座間町役場に記念贈呈。車名は「ニッサン・ジュニア」2トン積・小型ダンプカー[17]。
- 1965年（昭和40年）5月26日 - 日産自動車座間工場竣工式[18]。
- 1965年（昭和40年）5月30日 - 座間電報電話局管内[注釈 24]の電話、全国ダイヤル自動即時化[19]。市外局番0462・市内局番51[注釈 25]。
- 1970年（昭和45年）11月1日 - 座間入谷、座間、栗原、緑ケ丘の各一部から大字明王を新設[注釈 26][20]。
- 1971年（昭和46年）10月1日 - 座間栗原郵便局開局[注釈 27]
- 1971年（昭和46年）11月1日 - 市制施行。人口62,740人[12]。
- 1974年（昭和49年）1月1日 - 相武台とその周辺の座間・座間入谷・栗原の大字小字を統合して、新たに相武台1〜4丁目を新設し昭和49年1月1日から実施[注釈 28]。
- 1977年（昭和52年）11月1日 - 座間入谷飛地、栗原字東原、小松原の各一部からひばりが丘1〜5丁目を新設。
- 1983年（昭和58年）11月7日 - 大字栗原小字東原から東原が町丁として新設、同時に住居表示実施。
- 1985年（昭和60年）11月7日 - 大字栗原小字東原からさがみ野が町丁として新設、同時に住居表示実施。
- 1987年（昭和62年）10月19日 - 大字緑ケ丘、大字栗原から緑ヶ丘二丁目・三丁目が町丁として新設、同時に住居表示実施。
- 1989年（平成元年）10月16日 - 大字栗原から南栗原が町丁として新設、同時に住居表示実施。
- 1991年（平成3年）10月14日 - 大字栗原から栗原中央が町丁として新設、同時に住居表示実施。
- 1992年（平成4年）12月16日[注釈 29] - 大字緑ケ丘、大字栗原、入谷3丁目から緑ケ丘一丁目が町丁として新設、同時に住居表示実施。
- 1993年（平成5年）11月1日 - 立野台、大字栗原から西栗原が町丁として新設、同時に住居表示実施。
- 1993年（平成5年）11月1日 - 立野台が町丁に改編、同時に住居表示実施。

現在、大字栗原の小字として、小池谷・小池東原・小池西原・小池原・中丸・芹沢・東原が現存する。
敗戦後、東久邇宮首相の「国民皆農主義」の呼びかけもあって、皆が先を争って農業へと回帰することが時代の風潮となった。急ごしらえの「帰農組合」が日本各地で作られ、耕せるところはどこでも耕そうと、耕作地の拡大に積極的に取り組んだ。

## 世帯数と人口
2023年（令和5年）8月1日現在（座間市発表）の世帯数と人口は以下の通りである。
| 大字 | 世帯数  | 人口    |
| ---- | ------- | ------- |
| 栗原 | 668世帯 | 1,307人 |

### 人口の変遷
国勢調査による人口の推移。
| 年                 | 人口  |
| ------------------ | ----- |
| 1995年（平成7年）  | 1,528 |
| 2000年（平成12年） | 1,658 |
| 2005年（平成17年） | 1,649 |
| 2010年（平成22年） | 1,413 |
| 2015年（平成27年） | 1,330 |
| 2020年（令和2年）  | 1,375 |

### 世帯数の変遷
国勢調査による世帯数の推移。
| 年                 | 世帯数 |
| ------------------ | ------ |
| 1995年（平成7年）  | 809    |
| 2000年（平成12年） | 877    |
| 2005年（平成17年） | 763    |
| 2010年（平成22年） | 474    |
| 2015年（平成27年） | 490    |
| 2020年（令和2年）  | 526    |

## 学区
市立小・中学校に通う場合、学区は以下の通りとなる（2022年12月時点）。
| 番・番地等 | 小学校                                                       | 中学校                                                                  |
| ---------- | ------------------------------------------------------------ | ----------------------------------------------------------------------- |
| 一部       | 座間市立栗原小学校 座間市立相武台東小学校 座間市立東原小学校 | 座間市立座間中学校 座間市立東中学校 座間市立栗原中学校 座間市立南中学校 |

## 事業所
2021年（令和3年）現在の経済センサス調査による事業所数と従業員数は以下の通りである。
| 大字 | 事業所数 | 従業員数 |
| ---- | -------- | -------- |
| 栗原 | 66事業所 | 979人    |

### 事業者数の変遷
経済センサスによる事業所数の推移。
| 年                 | 事業者数 |
| ------------------ | -------- |
| 2016年（平成28年） | 70       |
| 2021年（令和3年）  | 66       |

### 従業員数の変遷
経済センサスによる従業員数の推移。
| 年                 | 従業員数 |
| ------------------ | -------- |
| 2016年（平成28年） | 939      |
| 2021年（令和3年）  | 979      |

## 施設
- 神奈川県立座間総合高等学校
- 座間市立相武台東小学校
- 芹沢公園

## その他

### 日本郵便
- 郵便番号 : 252-0013[3]（集配局 : 座間郵便局[33]）。